# Perizoma rostrinotata
Perizoma rostrinotata är en fjärilsart som beskrevs av Paul Dognin 1913. Perizoma rostrinotata ingår i släktet Perizoma och familjen mätare. Inga underarter finns listade i Catalogue of Life.